# سان جینزیو
سان جینزیو (به ایتالیایی: San Ginesio) یک کومونه در ایتالیا است که در استان ماچه‌راتا واقع شده‌است. سان جینزیو ۷۷٫۷ کیلومتر مربع مساحت و ۳٬۸۷۲ نفر جمعیت دارد و ۶۸۰ متر بالاتر از سطح دریا واقع شده‌است.